# Andora
Andora ist eine italienische Gemeinde an der ligurischen Küste in der Provinz Savona mit 7262 Einwohnern (Stand 31. Dezember 2023) auf 31 km². Sie gehört zur Comunità Montana Ingauna.

## Geografie
Andora liegt an der Riviera di Ponente.

### Nachbargemeinden
Andora grenzt an die Gemeinden Alassio, Cervo (IM), Garlenda, Laigueglia, San Bartolomeo al Mare (IM), Stellanello, Villa Faraldi (IM) und Villanova d’Albenga.

### Gemeindegliederung
Zur Gemeinde gehören die Fraktionen (Ortsteile) San Pietro, San Bartolomeo, San Giovanni, Castello, Rollo, Conna und Colla Micheri.

## Wappen
Beschreibung: Das Wappen ist in Silber und Blau geteilt und hat oben ein rotes durchgehendes gemeines Kreuz. Ein goldener Schrägrechtsbalken liegt über allem. Über dem Schild ist eine silberne siebentürmige Mauerkrone und am Schildfuß ein Oliven- und ein Eichenzweig mit einem Band in den italienischen Nationalfarben gebunden.

## Städtepartnerschaften
Andora hat 2006 eine Städtepartnerschaft mit Larvik in Norwegen geschlossen.

(Der 2002 in der Fraktion Colla Micheri verstorbene Thor Heyerdahl wurde in Larvik geboren)